# Tipula (Lunatipula) maija
Tipula (Lunatipula) maija is een tweevleugelige uit de familie langpootmuggen (Tipulidae). De soort komt voor in het Palearctisch gebied.